# Tratado de Lyon (1503)
El tratado de Lyon de 1503 fue un acuerdo firmado el 5 de abril entre Felipe el Hermoso (en representación de su suegro Fernando el Católico) y Luis XII de Francia para poner fin a las hostilidades habidas entre España y Francia en el transcurso de la guerra de Nápoles.  Las condiciones pactadas por Felipe, que incluían la cesión española de la zona sur del reino, fueron rechazadas por Fernando, con lo que el tratado quedó sin efecto.

## Contexto

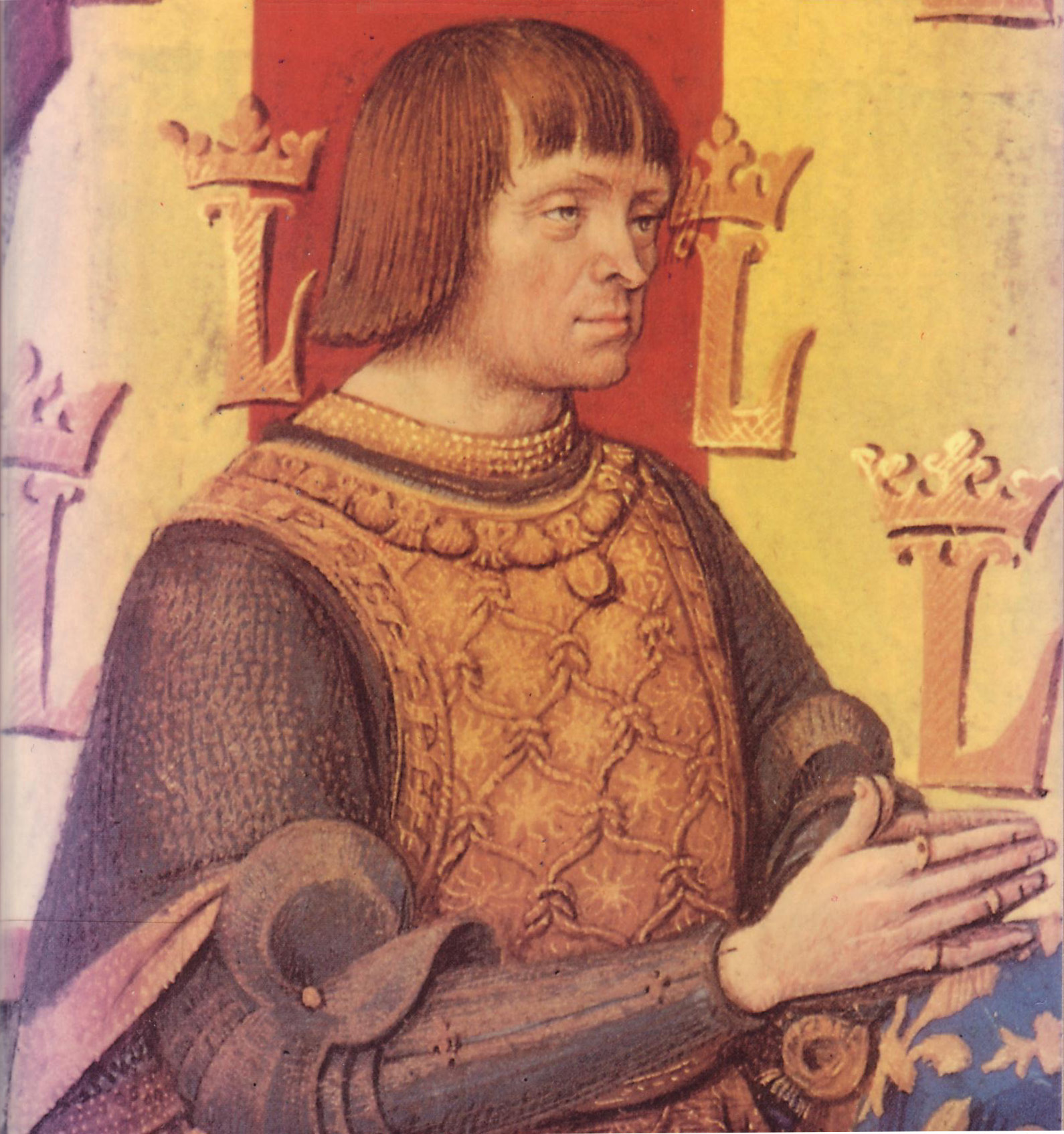
Luis XII de Francia.

Véanse los artículos guerra de Milán (1499-1501) y guerra de Nápoles (1501-1504).
En 1499 Luis XII de Francia, amparándose en los derechos que por su ascendencia genealógica consideraba tener sobre el ducado de Milán y sobre el reino de Nápoles, envió en dirección a la península itálica un ejército que en abril de 1500 apresó al duque de Milán Ludovico Sforza, quedando en poder del ducado.
Con intención de marchar también sobre Nápoles, Luis XII buscó una alianza con Fernando el Católico de la Corona de Aragón.  En noviembre de 1500 ambos firmaron el tratado de Granada, en el que se repartían el reino de Nápoles a partes iguales.  A lo largo de 1501, el ejército francés bajo el mando de d'Aubigny conquistó la parte norte de Nápoles derrocando al rey Federico I, mientras las tropas de Gonzalo Fernández de Córdoba ocupaban el sur del país. 
Pronto surgieron diferencias entre los dos bandos ocupantes sobre la posesión de la franja territorial que separaba las posesiones de ambos, e incapaces de alcanzar un acuerdo pacífico, llegaron al enfrentamiento armado.
El duque de Borgoña Felipe el Hermoso, hijo de Maximiliano I de Austria, estaba casado con la hija de Fernando el Católico, Juana, por lo que había sido nombrado heredero de las coronas de Castilla y Aragón.  Felipe mantenía buenas relaciones con Luis XII de Francia.  A finales de 1502 Felipe partió hacia sus posesiones en Flandes viajando a través de Francia, con poderes limitados otorgados por sus suegros para negociar con el rey francés la paz en Nápoles.  Felipe intentaría incluir en los acuerdos de paz a su padre Maximiliano, resentido con Francia por la invasión del ducado de Milán, que estaba bajo su protección.

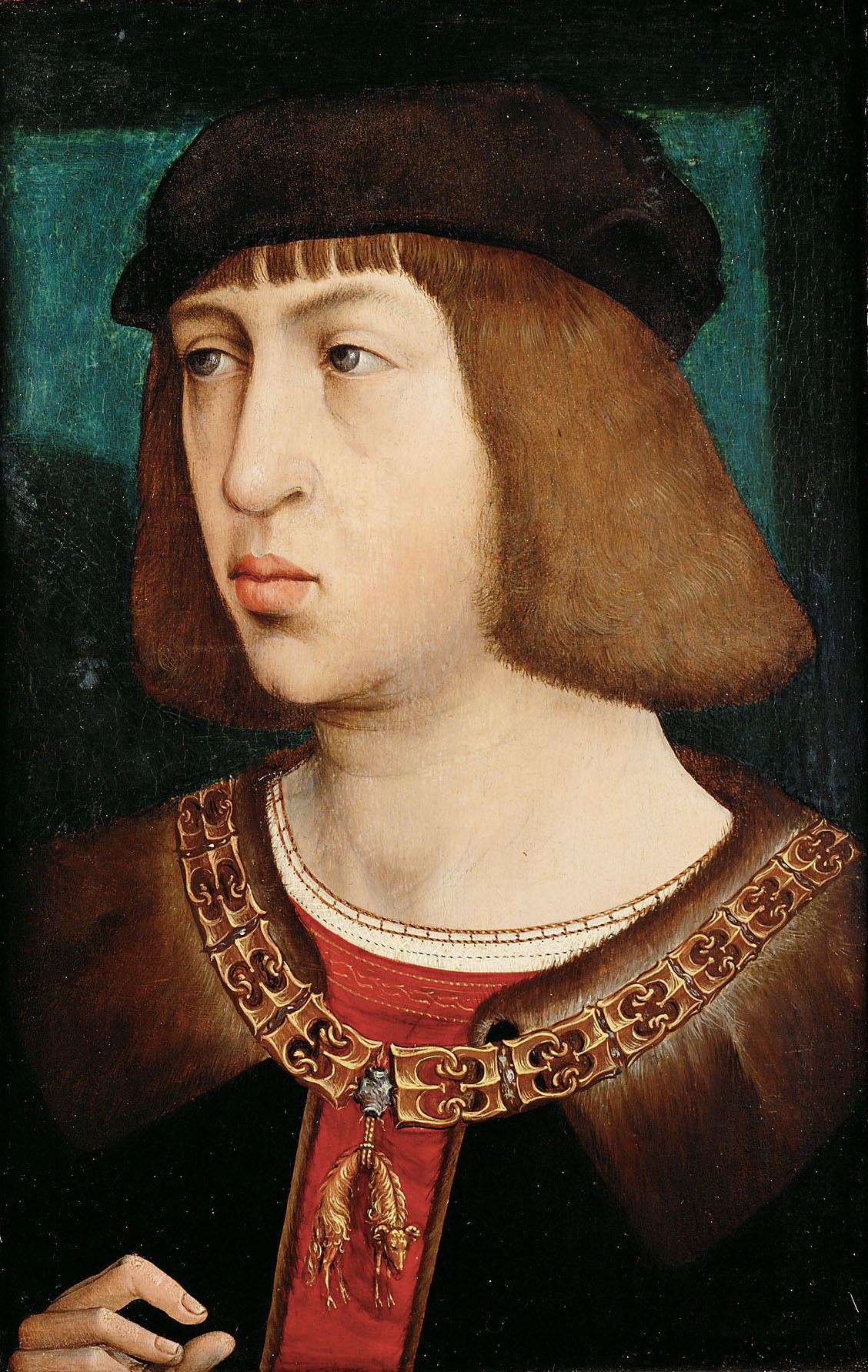
Felipe el Hermoso.

## Condiciones del tratado
En el transcurso de las negociaciones Felipe sobrepasó los poderes otorgados por los reyes católicos y se avino a firmar unas condiciones distintas a las indicadas por Fernando, en contra del consejo de Bernardo Boyl, que el aragonés había enviado con él para asegurarse de que los acuerdos se ajustasen a sus instrucciones.  El tratado, firmado el 5 de abril de 1503 en la ciudad francesa de Lyon, contemplaba dos posibles soluciones al conflicto napolitano: 
1º.- La totalidad del reino de Nápoles pasaría al matrimonio formado por la hija de los reyes de Francia, Claudia, con el hijo de Felipe y nieto de Fernando el Católico, Carlos (en la fecha de la firma del tratado, ambos eran menores de edad: su boda había sido concertada en el tratado de Lyon de 1501), que tomarían el título de reyes de Nápoles y duques de Apulia y Calabria; durante la minoría de edad de los contrayentes la administración de la parte norte del reino estaría bajo la Corona francesa, y la de la zona sur quedaría bajo la administración de Felipe.
2º.- Los franceses se quedarían con su parte, los españoles con la suya, y la zona en litigio permanecería bajo la administración de Felipe hasta la mayoría de edad de Carlos y Claudia.

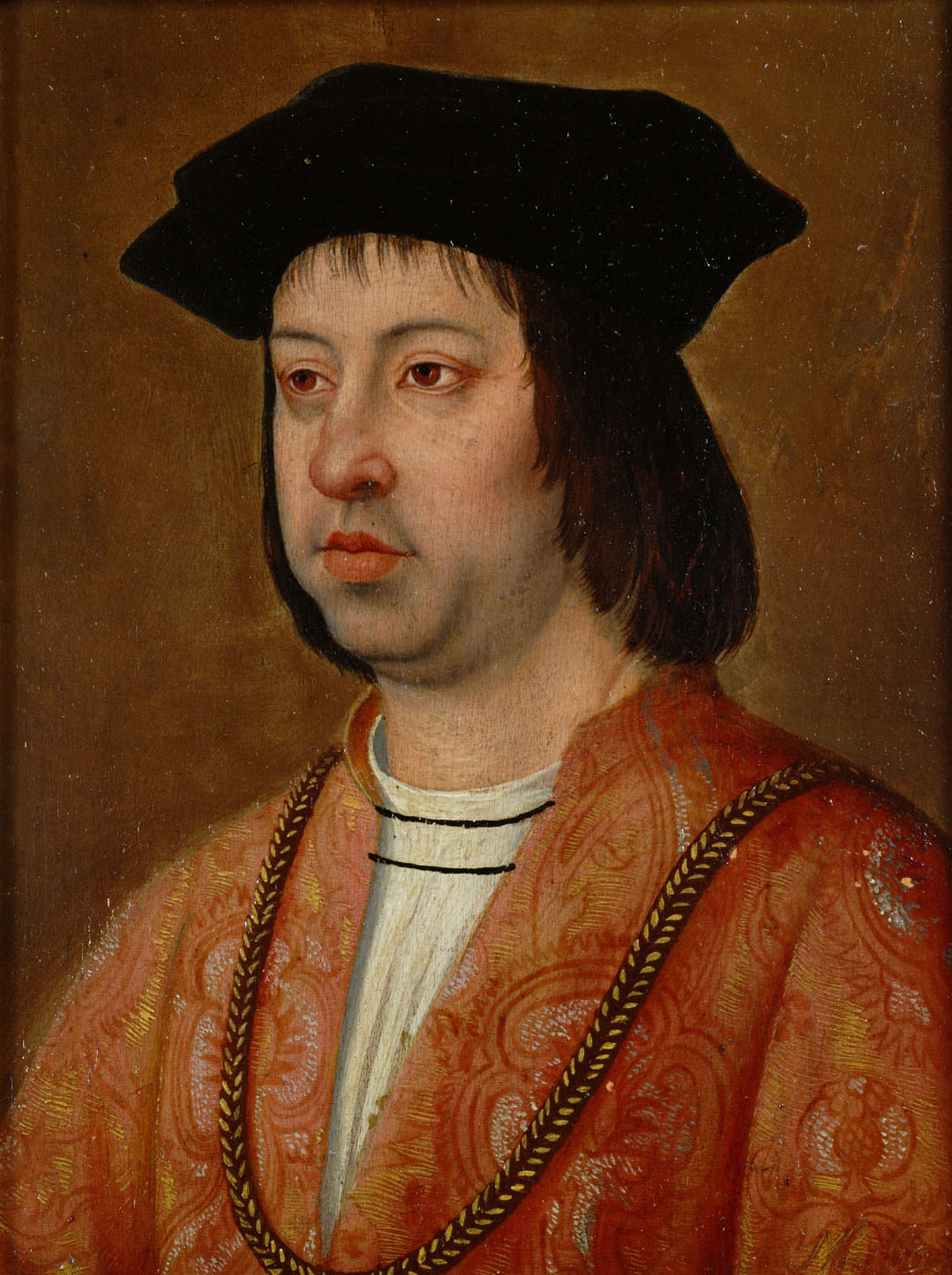
Fernando el Católico.

## Fernando el Católico rechaza el acuerdo
El primer supuesto era claramente favorable a Francia, y el segundo suponía continuar la guerra como hasta entonces, así que Luis XII, sospechando que el rey aragonés no aceptaría el trato, lo mandó primero publicar primero en Roma y Nápoles.  
Tras la publicación del tratado, el nuevo jefe militar francés de Nápoles Luis de Armagnac ordenó replegar sus tropas en aplicación de los acuerdos, pero Fernández de Córdoba se negó a hacer lo mismo, aduciendo que no había recibido órdenes de su rey.  Fernando II de Aragón rehusó ratificar un acuerdo en el que perdía la mitad sur de Nápoles, y propuso a su vez que el reino fuera restituido en su totalidad a Federico I a cambio de terminar la guerra; Luis XII rechazó esta propuesta y el tratado quedó sin efecto, continuando ambos bandos en guerra hasta principios de 1504.